# ولادیمیر بارتول
ولادیمیر بارتول (اسلوونیایی: Vladimir Bartol؛ زاده ۲۴ فوریه ۱۹۰۳ – درگذشته ۱۲ سپتامبر ۱۹۶۷) نویسنده اسلوونیایی‌تبار اهل ایتالیا بود. برجسته‌ترین اثر او رمان الموت است.

## زندگی
ولادیمیر بارتول پس از پایان تحصیلات دانشگاهی آثار فریدریش نیچه فیلسوف شهیر آلمانی را به زبان مادری اش ترجمه نمود و از طرفداران فروید روان‌شناس پرآوازه اتریشی به‌شمار می‌رفت. شایستگی‌های بارتول، نویسنده‌ای که همراه با نظام‌های دیکتاتوری و استبدادی، آنهم از هر نوع چپگرا و راستگرای آن در ستیز بود، سرانجام در سالهای واپسین زندگی اش مورد توجه گردانندگان محافل ادبی اسلوونی قرار گرفت، به طوری که در سال ۱۹۶۰ به عنوان رئیس اتحادیه نویسندگان یوگسلاوی سابق برگزیده شد. با این وصف رمان الموت در سال ۱۹۸۸ یعنی ۲۱ سال پس از مرگ وی از سوی یکی از ناشران فرانسوی مورد استقبال قرار گرفت تا جایی که ناشر مزبور با ترجمه این اثر به زبان فرانسوی موجب شناخت نویسنده ناشناس آن برای جهان غرب گردید؛ و به دنبال این اقدام همه آثار ولادیمیر بارتول یکی پس از دیگری به زبان‌های دیگر ترجمه شد.